# Lamprotornis ornatus
Lamprotornis ornatus là một loài chim trong họ Sturnidae.